# Sedang (Abiansemal)
Sedang is een bestuurslaag in het regentschap Badung van de provincie Bali, Indonesië. Sedang telt 4127 inwoners (volkstelling 2010).